# Fernand Maillocheau
Fernand Maillocheau, né le 7 mai 1895 à Verrières (Vienne) et mort le 28 décembre 1963 à Gouex (Vienne), est un homme politique français.

## Biographie
Fils d'un petit exploitant agricole, Fernand Maillocheau perd sa mère à l'âge de cinq ans. Il est d'abord élevé par ses grands-parents maternels, agriculteurs, avant de retrouver le foyer paternel.
Mobilisé en 1914, il reçoit une blessure au combat en août 1918, qui le laisse en partie invalide. Il est rendu à la vie civile en 1919 avec la croix de guerre.
Il exerce alors divers métiers dans sa petite commune de Gouex, avant de reprendre l'exploitation paternelle dans les années 1930.
Il adhère au Parti communiste en 1935, et est élu maire dans la foulée. Candidat aux législatives de 1936 dans la circonscription de Montmorillon, il n'obtient que 7,7 % des voix, et se désiste en faveur du candidat socialiste, qui est battu par un radical indépendant.
En 1937, il est candidat malheureux aux cantonales, à Lussac-les-Châteaux.
Mobilisé en 1939, il est ensuite déchu de son mandat municipal du fait de son appartenance au parti communiste. Il parvient à traverser la période de l'occupation sans autre difficulté qu'une brève arrestation en septembre 1942.
Réélu maire de Gouex à la Libération, il figure en seconde position sur la liste communiste, derrière Alphonse Bouloux, pour l'élection de la première constituante, en octobre 1945, et est élu député. Il est réélu en mai, puis novembre 1946. Il perd cependant son mandat, du fait des apparentements, en 1951. Sa candidature aux sénatoriales de 1952 n'est pas fructueuse.
Au sein du parti, il apparaît comme un modèle du communisme municipal, son action étant vantée par Jacques Duclos pendant le XIVe congrès du parti, en 1956. Celle-ci est par ailleurs mise en avant dans la revue communiste Regards en février 1959.
Ce mandat de maire est d'ailleurs le seul qu'il conserve. Il est à plusieurs reprises (1945, 1949, 1955 et 1961) candidat aux cantonales, ainsi qu'aux sénatoriales de 1958 et 1959, sans succès.

## Détail des fonctions et des mandats
Mandats parlementaires
- 21 octobre 1945 - 10 juin 1946 : Député de la Vienne
- 2 juin 1946 - 27 novembre 1946 : Député de la Vienne
- 10 novembre 1946 - 4 juillet 1951 : Député de la Vienne